# هورنی دونایوویتسه
هورنی دونایوویتسه (به چکی: Horní Dunajovice) یک منطقهٔ مسکونی در جمهوری چک است که در ناحیه زنویمو واقع شده‌است. هورنی دونایوویتسه ۱۰٫۰۴ کیلومتر مربع مساحت و ۶۲۸ نفر جمعیت دارد و ۲۳۷ متر بالاتر از سطح دریا واقع شده‌است.